# Garland Grange
Garland Arthur Grange (* 2. Dezember 1906 in Forksville, Pennsylvania; † 28. Mai 1981 in Miami, Florida), Spitznamen: Gardie oder Pinkey war ein US-amerikanischer American-Football-Spieler und -Trainer. Er spielte unter anderem als End in der National Football League (NFL) bei den Chicago Bears.

## Jugend
Garland Grange wurde als jüngerer Bruder von Red Grange in Forksville geboren. Der als Kind eines Vorarbeiters eines Holzfällerlagers geborene Grange wuchs zunächst in Pennsylvania auf. Er hatte noch zwei weitere Brüder. Nachdem seine Familie nach Wheaton, Illinois umgezogen war, wurde sein Vater Polizeichef in der Stadt. Seine Mutter starb, als er vier Jahre alt geworden war und er, sowie seine Brüder, wurden vom Vater erzogen. Auf der High School spielte er als Haflback in der Schulmannschaft.

## Spielerlaufbahn
Gardie Grange studierte ab 1925 an der University of Illinois at Urbana-Champaign. Er spielte für deren Footballmannschaft als End und wurde im Jahr 1927 von seinem College aufgrund seiner sportlichen Leistungen ausgezeichnet. In diesem Jahr wurde er von der amerikanischen Presse auch in die Ligaauswahl gewählt. Im Jahr 1929 wurde er von den Chicago Bears verpflichtet, die von George Halas trainiert wurden. Im selben Jahr konnten die Bears auch Red an das Team binden. Nach drei Spieljahren in Chicago beendete Garland Grange seine Laufbahn bei den Bears und wurde Spielertrainer von den St. Louis Veterans und den Memphis Tigers. Beide Mannschaften gehörten keiner Liga an.